# 希拉克羅辛 (亞利桑那州)
希拉克羅辛（英語：Gila Crossing）是位於美國亞利桑那州馬里科帕縣的一個人口普查指定地區。根據2010年美國人口普查，該地人口為621人，而該地的面積約為2.25平方千米。

## 地理
希拉克羅辛的座標為33°16′34″N 112°10′01″W / 33.27611°N 112.16694°W，而該地最高點為海拔高度316米（即1037英尺）。